# 주조 러시아 대사관
주조 러시아 대사관(조선말: 조선 주재(주조) 로씨야 대사관, 러시아어: Посольство Российской Федерации в Корейской Народно-Демократической Республике)은 조선민주주의인민공화국 평양시에 위치한 러시아 대사관이다. 현임 주조 러시아 대사는 알렉산드르 마체고라이며, 산하 총영사관에는 주청진 러시아 총영사관이 유일하다.

## 관할 구역
주조 러시아 대사관의 관할 구역에는 함경북도와 라선시를 제외한 북한 전 지역을 관할하고 있다.

## 역대 대사

### 주 조선 러시아 제국 공사
- 카를 이바노비치 베버(Karl Ivanovich Weber), 1885년 10월 14일 임명

### 주 대한제국 러시아 제국 공사
- 칼 이바노비치 베버[1]
- 알렉세이 스페예르, 1898년 3월 28일 임명[2][3]
- 폴 파블로프[4] 1898년 12월 13일 임명[2]

### 주조 소련 대사
- 테렌티 시티코프
- 블라디미르 라주바예프
- 세르게이 수즈달레프
- 바실리 이바노프
- 알렉산드르 푸자노프
- 바실리 모스코프스키
- 안드레이 고르차코프
- 니콜라이 수다리코프
- 글렙 크라이울린
- 니콜라이 슙니코프
- 겐네디 바르토셰비
- 알렉산드르 카프토

### 주조 러시아 대사
- 알렉산드르 카프토
- 유리 파데예프
- 발레리 데니소프
- 안드레이 카를로프
- 발레리 수하닌
- 알렉산드르 티모닌
- 알렉산드르 마체고라

## 특이 사항
휴전선 건너 남쪽에 위치한 주한 러시아 대사관과 비교하면 한반도에서 가장 큰 러시아 재외 공관으로 자리잡고 있다.

## 같이 보기
- 러시아-조선민주주의인민공화국 관계
- 러시아의 재외공관 목록
- 안드레이 카를로프 암살 사건
- 주한 러시아 대사관